# Elis Bakaj
Elis Flamur Bakaj, més conegut com a Elis Bakaj (Tirana, Albània, 25 de juny de 1987) és un futbolista d'Albània que juga de migcampista o davanter al KF Skënderbeu Korçë.

## Clubs
| Club                          | País    | Temporades            |
| ----------------------------- | ------- | --------------------- |
| KF Skënderbeu Korçë           | Albània | Des del 2014- Present |
| FC Chornomorets Odesa (cedit) | Ucraïna | 2011-2013             |
| Dinamo de Bucarest            | Romania | 2011-2011             |
| KS Dinamo Tirana              | Albània | 2008-2010             |
| FK Partizani                  | Albània | 2002-2008             |